# Jan Bosman
Jan Bosman (Amsterdam, 27 november 1945 – Amsterdam 28 september 1992) was een Nederlandse judoka. 
Bosman kwam uit een echte judofamilie, zijn broers Pieter en Nico kwamen met hem samen uit in het judoteam van John Philips uit Amsterdam.  
Op 13 mei 1972 werd Bosman tweede op het EK in Voorburg, waar hij de finale verloor van Angelo Parisi. Hij deed mee aan de Olympische Spelen in 1972, waar hij uitkwam op 2 september in het middenzwaargewicht (tot 93kg). Hij bereikte daar de 11e plaats.
Bosman heeft na zijn actieve wedstrijdcarrière lang judoles gegeven in onder andere Uithoorn, bij judovereniging Tai-Otoshi.